# ملفين وليامز
ملفين وليامز (بالإنجليزية: Melvin Williams (admiral))‏ (و. – م) هو ضابط من الولايات المتحدة الأمريكية . ولد في سان دييغو، كاليفورنيا .

## التعليم
تعلم في كلية كينيدي بجامعة هارفارد، وجامعة هارفارد.

## الخدمة العسكرية
خدم في بحرية الولايات المتحدة.

## جوائز وترشيحات
حصل على جوائز منها:
- وسام "العمل الشجاع في الحرب الوطنية العظمى 1941-1945
- وسام الاستحقاق.